# تاکدا یوشینوبو
تاکدا یوشی‌نوبو، تاکدا تارو (به ژاپنی: 武田 義信 Takeda Yoshinobu); 1538 – ۱۹ نوامبر ۱۵۶۷ تولد)، نام دوران کودکی تارو سامورایی اهل ژاپن و پسر ارشد تاکدا شینگن و همسر اصلی‌اش سانجونوکاتا بود. در سال ۱۵۵۲ با  ریشو-این دختر ایماگاوا یوشیموتو دایمیوی ولایت سوروگا ازدواج کرد. مدتی رهبر خاندان تاکدا بود اما بعد بر ضد پدرش قیام کرد و همراه با اوبو توراماسا دستگیر و زندانی شد؛ زیرا وی به حمله پدرش به ولایت سوروگا اعتراض داشت.

## بررسی اجمالی
در دسامبر ۱۵۵۲، تاکدا یوشینوبو دختر ایماگاوا یوشیموتو دایمیوی ولایت سوروگا را به عنوان بخشی از اتحاد سه‌گانه کوسوسون (اتحاد سه خانواده خاندان ایماگاوا، خاندان هوجو و خاندان تاکدا) به همسری گرفت، اما یوشیموتو در نبرد اوکه‌هازاما توسط اودا نوبوناگا کشته شد.
در طول نبرد چهارم نبردهای کاواناکاجیما، زمانی که ارتش تاکدا توسط ارتش اوئه‌سوگی مورد حمله قرار گرفت، شینگن بر مقاومت کامل اصرار داشت، اما یوشینوبو پیشنهاد عقب‌نشینی را داد. پدر و پسر نظرات متفاوتی در مورد استراتژی داشتند و به نظر می‌رسد که این رابطه به تدریج شروع به تیرگی کرد. در این شرایط، شورش تاکدا یوشینوبو آغاز شد.

### حادثه یوشینوبو

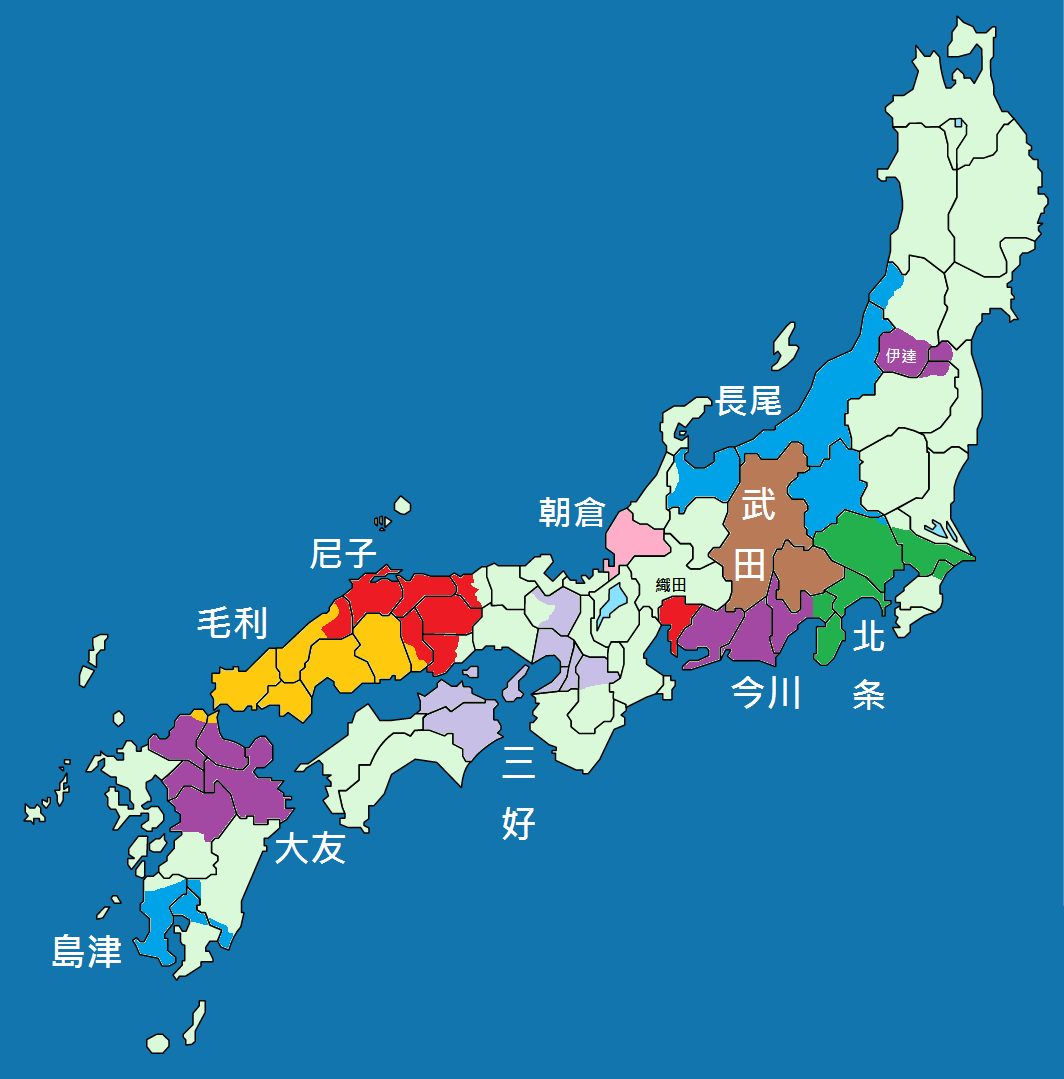
نقشه ژاپن در ۱۵۶۰(نبرد اوکه‌هازاما) بنفش کمرنگ
- میوشی ناگایوشی قهوه‌ای: تاکدا شینگن آبی (شرق): اوئسوگی کنشین بنفش (مرکز): ایماگاوا یوشیموتو سبز: هوجو اوجییاسو صورتی: آساکورا یوشیکاگه قرمز (غرب): آماگو هاروهیسا زرد: موری موتوناری بنفش (غرب): اوتومو سورین آبی (غرب): شیمازو تاکاهیسا بنفش (شرق): داته هارومونه قرمز (مرکز): اودا نوبوناگا

در اکتبر ۱۵۶۵، یوشینوبو با اوبو توراماسا (یکی از بیست و چهار ژنرال تاکدا شینگن) و دیگران برای برنامه‌ریزی شورشی علیه شینگن توطئه کردند. با این حال، این طرح از طریق یک خبر از برادر کوچکتر توراماسا، یاماگاتا ماساکاگه (یکی از بیست و چهار ژنرال تاکدا شینگن) به اطلاع شینگن رسید.
پس از این حادثه، به توراماسا دستور داده شد که سپپوکو انجام دهد و ملازمان مستقیم یوشینوبو از کشور تبعید شدند. به این ترتیب، ملازمان یوشینوبو پراکنده شدند و او خود را منزوی و بدون حمایت دید. یوشینوبو در معبد توکو در (امروزه کوفو، یاماناشی، استان یاماناشی) زندانی شد.
در مورد دلیل زندانی شدن، پیشنهاد شده است که در حالی که شینگن سیاست خود را برای پیشروی به سمت غرب تغییر داد، یوشینوبو بر پیشروی به سمت شمال متمرکز بود.
درست است که شینگن قصد داشت به سمت غرب پیشروی کند، زیرا پسرش کاتسویوری را ارباب قلعه تاکاتوئو در ولایت شینانو کرد و او را فرستاد تا توسط خاندان سووا پذیرفته شود. شاید تسخیر نواحی شینانو و ولایت هیدا که در آن فئودال‌های کوچک و متوسط زیادی وجود داشتند، آسان‌تر از جنگ با اوئه‌سوگی کنشین بود که دشمنی سخت در شمال بود. در واقع، استراتژی شینگن طبق برنامه پیش می‌رفت.
همچنین در سپتامبر ۱۵۶۵، ازدواج بین تاکدا کاتسویوری برادر ناتنی یوشینوبو و دختر خوانده اودا نوبوناگا قطعی شد. از آنجایی که نوبوناگا کسی بود که پدر همسر یوشینوبو، ایماگاوا یوشیموتو را کشته بود، یوشینوبو باید به شدت از این ازدواج ناخشنود شده باشد.
در آن زمان، نوبوناگا با خاندان سایتو در ولایت مینو در حال جنگ بود و در آن زمان بهترین را، ایجاد روابط دوستانه با خاندان تاکدا که در حال پیشروی به سمت غرب بودند، می‌دانست. شینگن باید از حمایت خاندان ایماگاوا که نشانه‌هایی از انحطاط را نشان می‌داد دست می‌کشید و فکر می‌کرد که همکاری با خاندان اودا که به سرعت در حال پیشرفت بود، سودمند خواهد بود. یوشینوبو باید مضطرب بوده باشد زیرا این احتمال وجود داشت که برادرش تاکدا کاتسویوری سرپرست خانواده شود.
در نوامبر، یک ماه پس از شورش یوشینوبو، مراسم ازدواج کاتسویوری در قلعه تاکاتوئو برگزار شد. دو سال بعد، در ۱۷ اکتبر ۱۵۶۷، یوشینوبو به دستور پدرش در سن ۳۰ سالگی خودکشی کرد. درست قبل از خودکشی، شینگن از دست نشاندگانش خواست که سوگند وفاداری بدهند. شینگن با وادار کردن یوشینوبو به خودکشی، قدرت خود را به رخ رعیت خود کشید و یک سیستم مستحکم ایجاد کرد.
پس از مرگ یوشینوبو، ریشو-این به خاندان ایماگاوا بازگردانده شد. خندان تاکدا از حمایت با خاندان ایماگاوا منصرف شد. در نتیجه، خاندان ایماگاوا، که قبلاً ضعیف شده بود، مجبور شد به وضعیت دشوارتری وارد شود.